# Ratpoison
ratpoison是X視窗系統的平铺窗口管理器，主要由 Shawn Betts 开发。ratpoison是用C语言编写的，而StumpWM爲其Common Lisp实现。用户界面及其大部分功能都受到GNU Screen的启发。

## 概述
「ratpoison」这个名字，翻譯過來意爲「有毒的老鼠」，反映了它的主要设计目标：它允许用户在不使用鼠标的情况下管理应用程序窗口。与lon等其他平铺窗口管理器不同，ratpoison 完全忽略鼠标（或「老鼠」），并尽可能避免視窗装饰。默认快捷键专门设计为不与Emacs冲突。

## 評價
经常使用它的Mark Pilgrim称赞它“极简”和“可配置”。Jeff Covey 发现它“闪电般快速且非常稳定”。Peter Seebach 评论说：“便利性和性能令人印象深刻；然而，学习曲线让许多用户望而却步。”同样，Brian Proffitt 观察到“快捷键在这个窗口管理器的手册中有很好的解释。无论你想做什么，請先阅读手册。在習慣後，快捷键確實很合理，但最初的学习曲线相当陡峭。”同样， Bruce Byfield发现它“在您阅读文档之前几乎无法使用”。 Penguin Pete 强调了它对 Emacs 用户的适用性，称其“与其说是一个窗口管理器，不如说是一个框架管理器”，但发现它很难与GIMP一起使用。